# Rockall

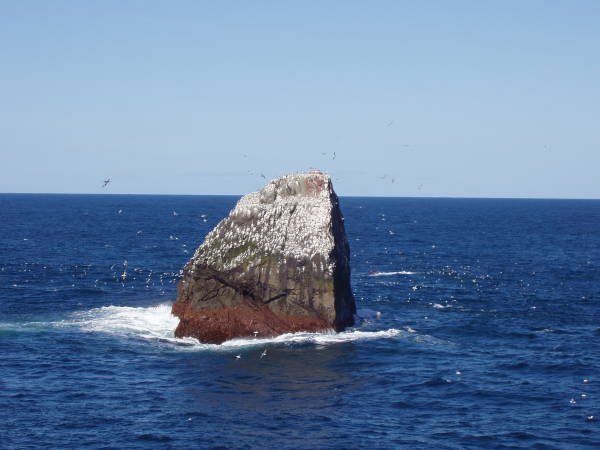
A Rockall sziklaszirt az Atlanti-óceán északi részén

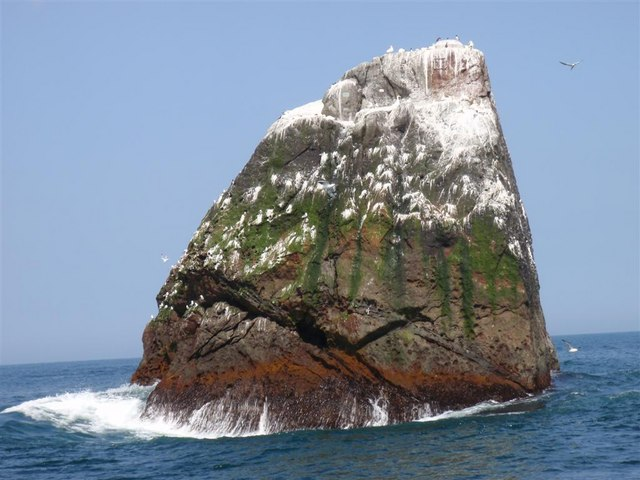
A hóval fedett Rockall sziklaszirt

Rockall fekvése

Rockall az Egyesült Királyság területéhez tartozó apró sziget az Atlanti-óceán északi vizein. Hovatartozása máig vita tárgya, több környező ország (az Egyesült Királyság, Dánia (Feröer miatt), Írország és Izland) fejezi ki igényét erre a szikladarabra, mivel szénhidrogénkészleteket sejtenek a körülötte fekvő tengerfenék alatt. Maga a sziget valójában egy 25,3 méter széles és 31 méter hosszú, 21,4 méter magas sziklaszirt, ami egy régen kihunyt vulkán erősen lepusztult csúcsa. 
Az első írásos feljegyzés 1703-ban készült róla, és pontos feltérképezéséig több hajókatasztrófa okozója volt. A legközelebbi szárazföld a tőle 301,4 kilométerre fekvő skót Soay-sziget, amely a Saint Kilda-szigetcsoport tagja.

## Létesítmények Rockallon
Kevés sík felülettel rendelkezik, a legnagyobb egy 1,3 x 3,5 méteres rész 4 méterre a csúcstól, amit "Hall's Ledge" néven neveznek. Itt építettek már őrbódét, vagy tűztek ki zászlót, többnyire az Egyesült Királyságból származó látogatók, ezzel megerősítve a sziget hovatartozását. A sziget csúcsán a tengerészeket segítő rádiófrekvenciás navigációs jelzőkészüléket helyeztek el.

## Élővilág
Gerinctelenek közül megtalálható itt a közönséges particsiga és egyéb tengeri puhatestűek. Madarak közül pedig a sirályhojszák, szulák, csüllők és a lummák. A szigeten nem található édesvíz.

## Feljegyzett hajótörések
1904. június 22-én indult a koppenhágai kikötőből New York-i célállomással a „Norge” nevű dán gőzhajó, amely június 28-án viharos, ködös időben a sziklaszirtnek ütközött. A balesetet kevesen élték túl, több mint 600 ember hullámsírba veszett.